# Vitrey
Pour l’article homonyme, voir Vitrey-sur-Mance.
Vitrey est une commune française située dans le département de Meurthe-et-Moselle en région Grand Est.

## Géographie

### Localisation
Vitrey est située dans le Saintois, à proximité de Vézelise dans un petit vallon au milieu d'une plaine au sol peu accidenté. La commune se situe à l'intersection de la D 904 qui relie Toul à Vézelise et de la D 51 reliant Nancy à Vandeléville.
Vitrey est à 30 kilomètres au sud-ouest de Nancy et 49 kilomètres au sud-ouest de Lunéville.

### Communes limitrophes
Le territoire de la commune est limitrophe de 5 communes.  
| Goviller |        | Parey-Saint-Césaire |
|          | Vitrey | Hammeville          |
| Lalœuf   |        | Ognéville           |

### Hydrographie
La commune est dans le bassin versant du Rhin au sein du bassin Rhin-Meuse. Elle est drainée par le ruisseau d'Athenay et le ruisseau d'Uvry,.
Le ruisseau d'Uvry, d'une longueur de 13 km, prend sa source dans la commune de Crépey et se jette  dans le Brénon à Vézelise, après avoir traversé sept communes. 

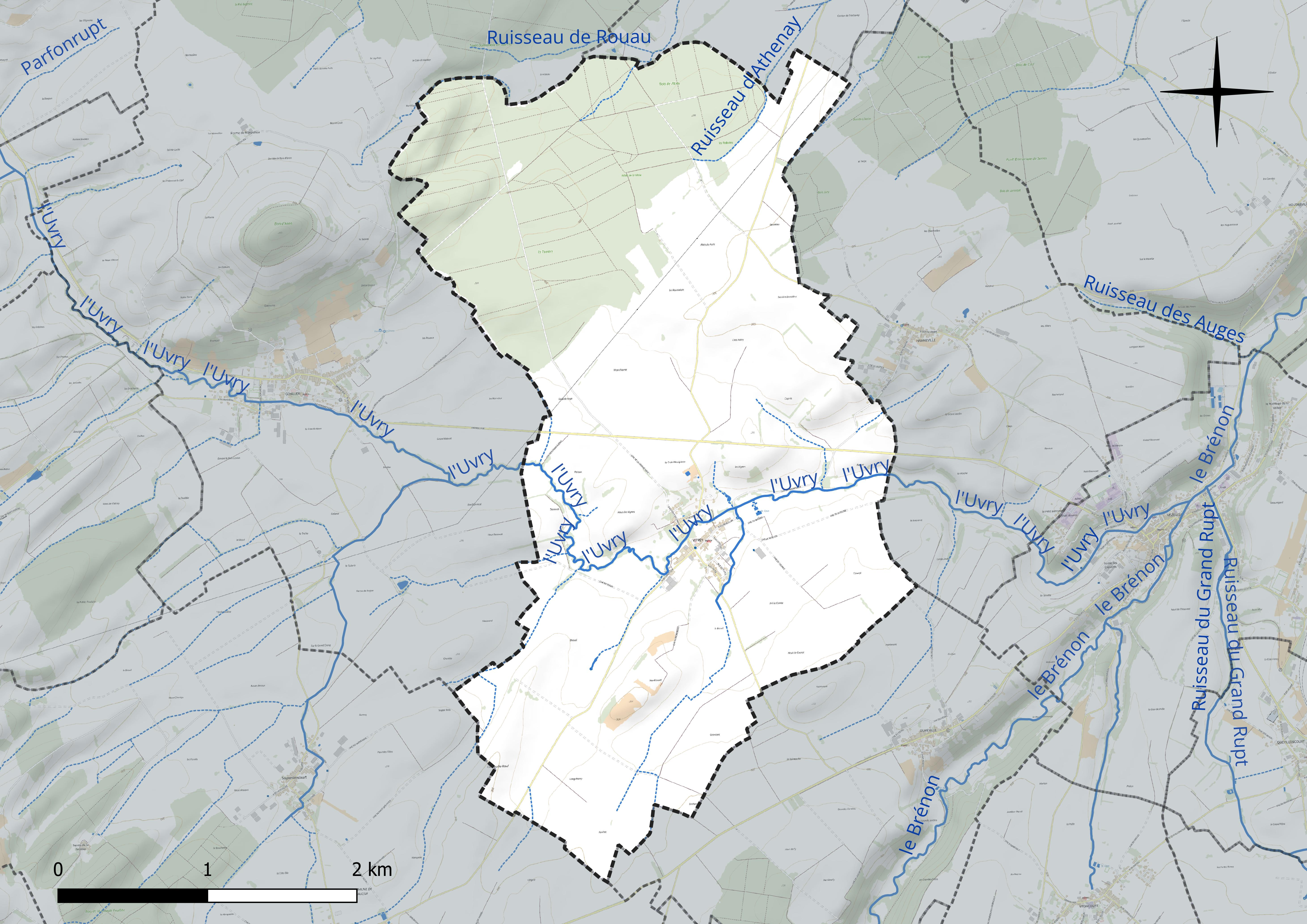
Réseau hydrographique de Vitrey.

### Climat
Pour des articles plus généraux, voir Climat du Grand Est et Climat de Meurthe-et-Moselle.
En 2010, le climat de la commune est de type climat des marges montargnardes, selon une étude du Centre national de la recherche scientifique s'appuyant sur une série de données couvrant la période 1971-2000. En 2020, Météo-France publie une typologie des climats de la France métropolitaine dans laquelle la commune est dans une zone de transition entre le climat océanique altéré et le climat océanique altéré et est dans la région climatique  Lorraine, plateau de Langres, Morvan, caractérisée par un hiver rude (1,5 °C), des vents modérés et des brouillards fréquents en automne et hiver. 
Pour la période 1971-2000, la température annuelle moyenne est de 9,6 °C, avec une amplitude thermique annuelle de 17,1 °C. Le cumul annuel moyen de précipitations est de 845 mm, avec 12,3 jours de précipitations en janvier et 9,2 jours en juillet. Pour la période 1991-2020, la température moyenne annuelle observée sur la station météorologique de Météo-France la plus proche, « Nancy-Ochey », sur la commune d'Ochey à 13 km à vol d'oiseau, est de 10,5 °C et le cumul annuel moyen de précipitations est de 810,4 mm. 
La température maximale relevée sur cette station est de 39,6 °C, atteinte le 25 juillet 2019 ; la température minimale est de −19,1 °C, atteinte le 12 janvier 1987,,. 
Les paramètres climatiques de la commune ont été estimés pour le milieu du siècle (2041-2070) selon différents scénarios d'émission de gaz à effet de serre à partir des nouvelles projections climatiques de référence DRIAS-2020. Ils sont consultables sur un site dédié publié par Météo-France en novembre 2022.

## Urbanisme

### Typologie
Au 1er janvier 2024, Vitrey est catégorisée commune rurale à habitat dispersé, selon la nouvelle grille communale de densité à sept niveaux définie par l'Insee en 2022.
Elle est située hors unité urbaine. Par ailleurs la commune fait partie de l'aire d'attraction de Nancy, dont elle est une commune de la couronne,. Cette aire, qui regroupe 353 communes, est catégorisée dans les aires de 200 000 à moins de 700 000 habitants,.

### Occupation des sols
L'occupation des sols de la commune, telle qu'elle ressort de la base de données européenne d’occupation biophysique des sols Corine Land Cover (CLC), est marquée par l'importance des territoires agricoles (72,2 % en 2018), une proportion identique à celle de 1990 (72,2 %). La répartition détaillée en 2018 est la suivante : terres arables (41,8 %), prairies (30,4 %), forêts (25,6 %), zones urbanisées (2,2 %). L'évolution de l’occupation des sols de la commune et de ses infrastructures peut être observée sur les différentes représentations cartographiques du territoire : la carte de Cassini (XVIIIe siècle), la carte d'état-major (1820-1866) et les cartes ou photos aériennes de l'IGN pour la période actuelle (1950 à aujourd'hui).

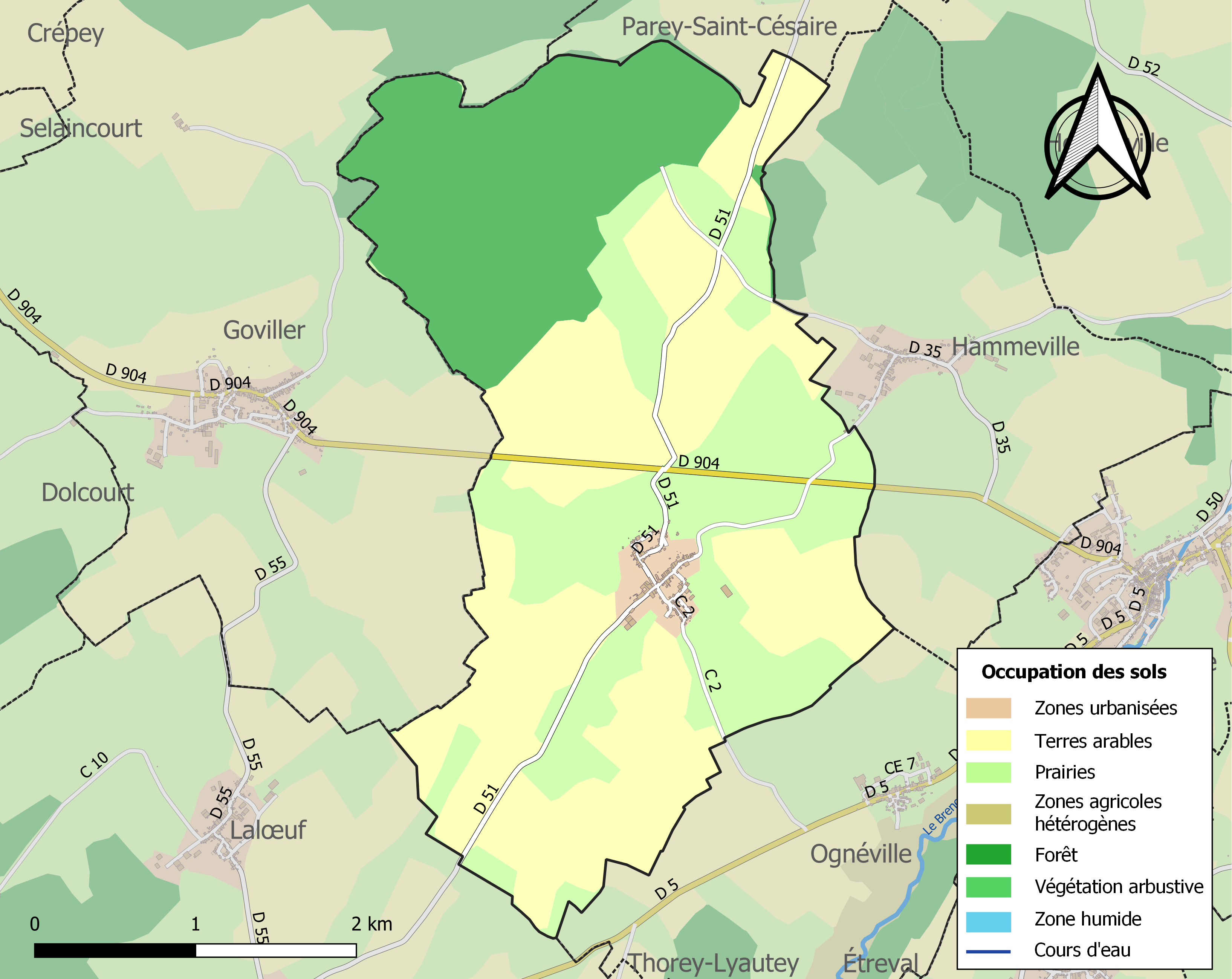
Carte des infrastructures et de l'occupation des sols de la commune en 2018 (CLC).

## Toponymie
Le nom de la localité est attesté sous les formes Ecclesia in Vitriaco (1033) ; Wutrei (1196) ; Bannum de Vietry (1235) ; Vuterei (1267) ; Wuterei (1297) ; Wutrey (1310) ; Wultreyum (1402) ; Weutrei, Weutrey, Weutri (1408) ; Vitreyum (1438) ; Witrey (1451) ; Vitry (1500).

## Histoire
- Une présence gallo-romaine est révélée par un tronçon de voie romaine pavée appelé chemin de la Talmarche en allant de Vitrey à Vicherey[16].
- Dans le partage de ses biens en 1235 Hugues II, comte de Vaudémont, donne à Hugues III, son fils aîné, le ban de Vitrey (bannum de Vitrey). Vitrey reste alors dans le comté de Vaudémont. Une bulle du 18 juin 1458 réunit ensuite au chapitre de Vaudémont les deux cures de Hardeval et de Vitrey[17].
- Le fief de Vitrey relevait du comté de Vaudémont. Siège d'une prévôté seigneuriale au XVe siècle puis érigé en baronnie en 1720[15].
- Le 26 mars 1557, les habitants de Vitrey et de Goviller, se plaignant de trop nombreuses contributions, obtiennent l'exemption d'une rente appelée la venairie[17].
- Il est écrit en 1583 dans les comptes du domaine de Vaudémont que le « Vitrey est un village sous la souveraineté et haute justice du comté de Vaudémont... les habitants sont taillables à volonté deux fois l'an, sujets à tous impôts, corvées et charrois ordinaires et extraordinaires... »[17].
- En 1632, les habitants de Vitrey demandent quittance d'une partie de leurs tailles ordinaires, à cause de la peste qui avait régné dans leur village. Du 18 juillet au 12 novembre 1632, il y a eu 53 personnes mortes de cette contagion dont 25 “chefs d'hôtels”[17].
- Le 20 janvier 1664, Claude-François de Bourgogne donne son dénombrement au duc de Lorraine pour un pavillon dit La Cour, maison et métairie sises à Vitrey[18]. Ce fief de La Cour appartient en 1772 à François-Henri de Feron de Vézelise et en 1785 à Paul Le Duchat d'Aubigny, écuyer du roi au bailliage de Vézelise.
- En 1717, Etienne-Alexis Roguier, conseiller en la cour souveraine, tient à Vitrey un autre fief appelé le Jard-du-Paquis. Ce fief appartient en 1772 à Françoise Roguier veuve de Jean-Nicolas Bourlon seigneur de Lixières[19].
- Les hautes, moyennes et basses justices de Vitrey et Ognéville sont réunies par lettres patentes du 17 avril 1721 pour former la baronnie de Vitrey en faveur de Nicolas Joseph comte de Bouzey, conseiller d’État et lieutenant, commandant une compagnie de chevau-légers de la garde du duc Léopold. Elles établissent une prévôté pour exercer la justice et permettre au sieur de Bouzey de faire ériger des fourches patibulaires sur trois piliers.
- La paroisse de Vitrey est alors composée au XVIIIe siècle de 35 à 40 ménages. Elle est érigée en succursale en 1802 avec Ognéville pour annexe. Celle-ci est rapidement détachée pour être remplacée par Hammeville en 1807[17].

## Politique et administration
| Période                                  | Période  | Identité           | Étiquette | Qualité |
| ---------------------------------------- | -------- | ------------------ | --------- | ------- |
| Les données manquantes sont à compléter. |          |                    |           |         |
| mars 2001                                | mai 2020 | Serge Crociati     |           |         |
| mai 2020                                 | En cours | Mireille Malglaive |           |         |

## Population et société

### Démographie
L'évolution du nombre d'habitants est connue à travers les recensements de la population effectués dans la commune depuis 1793. Pour les communes de moins de 10 000 habitants, une enquête de recensement portant sur toute la population est réalisée tous les cinq ans, les populations de référence des années intermédiaires étant quant à elles estimées par interpolation ou extrapolation. Pour la commune, le premier recensement exhaustif entrant dans le cadre du nouveau dispositif a été réalisé en 2007.

En 2022, la commune comptait 192 habitants, en évolution de −8,13 % par rapport à 2016 (Meurthe-et-Moselle : −0,13 %, France hors Mayotte : +2,11 %).
| 1793 | 1800 | 1806 | 1821 | 1831 | 1836 | 1841 | 1846 | 1851 |
| ---- | ---- | ---- | ---- | ---- | ---- | ---- | ---- | ---- |
| 338  | 318  | 370  | 443  | 469  | 457  | 436  | 432  | 428  |

| 1856 | 1861 | 1872 | 1876 | 1881 | 1886 | 1891 | 1896 | 1901 |
| ---- | ---- | ---- | ---- | ---- | ---- | ---- | ---- | ---- |
| 404  | 390  | 374  | 378  | 364  | 363  | 321  | 324  | 319  |

| 1906 | 1911 | 1921 | 1926 | 1931 | 1936 | 1946 | 1954 | 1962 |
| ---- | ---- | ---- | ---- | ---- | ---- | ---- | ---- | ---- |
| 316  | 307  | 226  | 236  | 241  | 224  | 213  | 203  | 163  |

| 1968 | 1975 | 1982 | 1990 | 1999 | 2006 | 2007 | 2012 | 2017 |
| ---- | ---- | ---- | ---- | ---- | ---- | ---- | ---- | ---- |
| 157  | 128  | 149  | 134  | 171  | 212  | 218  | 225  | 203  |

| 2022 | - | - | - | - | - | - | - | - |
| ---- | - | - | - | - | - | - | - | - |
| 192  | - | - | - | - | - | - | - | - |

## Économie
Vitrey est un ban important d'après Edouard Bécus ; elle est une commune très agricole dont on compte alors, en 1872, 10 cultivateurs. Son sol liasique, de première classe, est formé de 490 ha dont 460 ha sont des terres labourables et 115 ha de prés naturels non compris ceux créés par les soins et l'expérience de Joseph Vigneron, l'un des notables cultivateurs et maire de la commune, qu'il a su su irrigué avec les eaux de l'Uvry pour fournir une récolte abondante.
En 2022, Vitrey compte jusqu'à 21 entreprises parmi lesquelles se trouvent plusieurs élevages, culture de céréales et de légumes, construction, plâtrier, vétérinaire, menuisier, fabrication d'articles en verre, gestion et location de biens immobiliers.

## Culture locale et patrimoine

### Lieux et monuments
- Église paroissiale de la Nativité-de-la-Vierge. De l'ancien édifice roman agrandi à la fin de l'époque gothique et détruit en 1731, il ne reste plus que la tour, dont la partie supérieure a été remaniée au XVe siècle et peut-être même plus récemment. La nef actuelle est orientée nord-sud alors que l'église disparue était orientée est-ouest. Dans l'ancien ouvrage, la tour s'élevait au-dessus de la travée droite du chœur. Sensiblement carré, le bas de cette tour ouvrait sur la nef et sur l'abside par de hautes arcades à présent bouchées. L'actuel porche latéral lui correspond aujourd'hui. Tous les vestiges romans semblent dater du troisième quart du XIIe siècle[29].

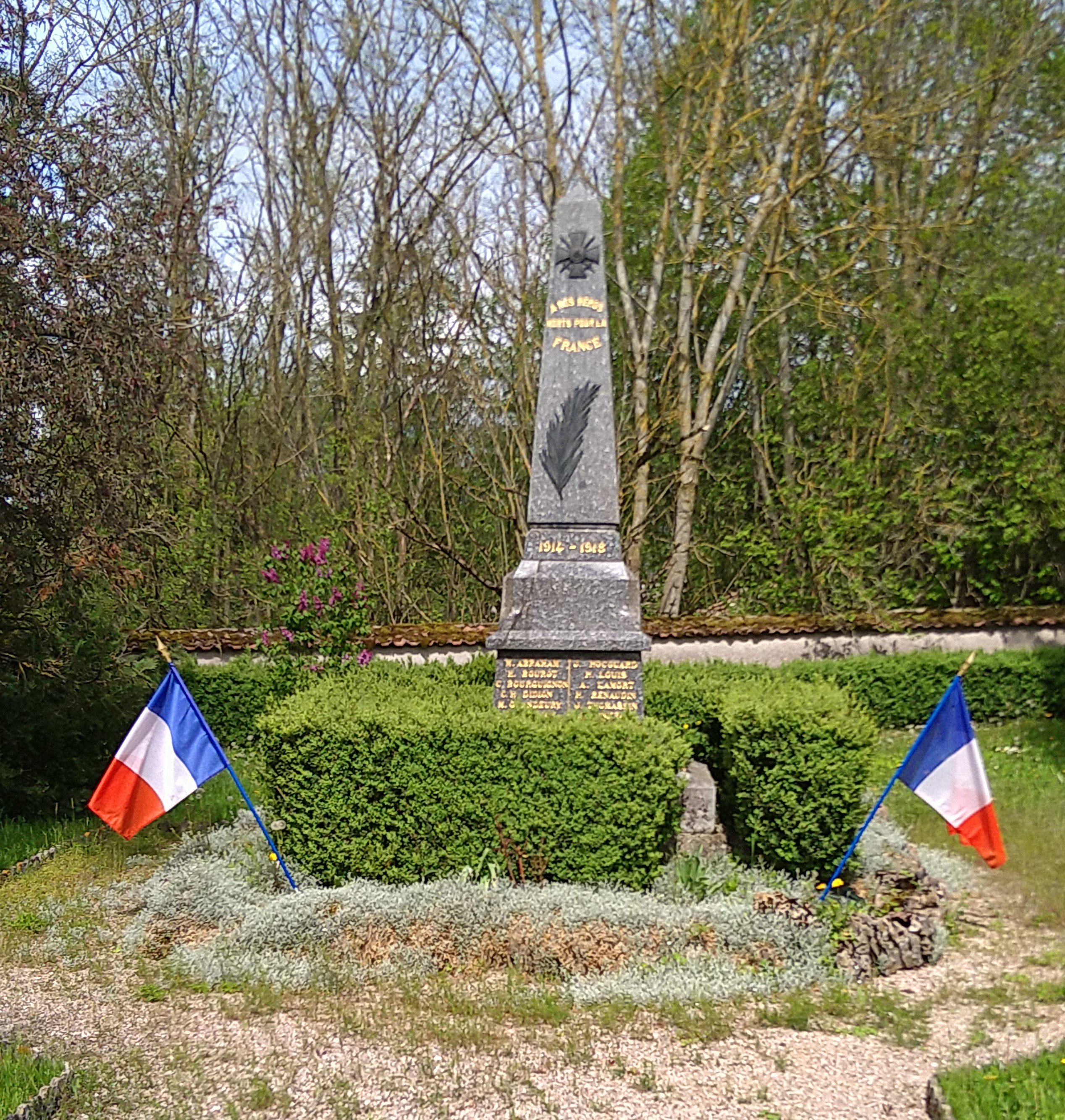
Monument aux morts.
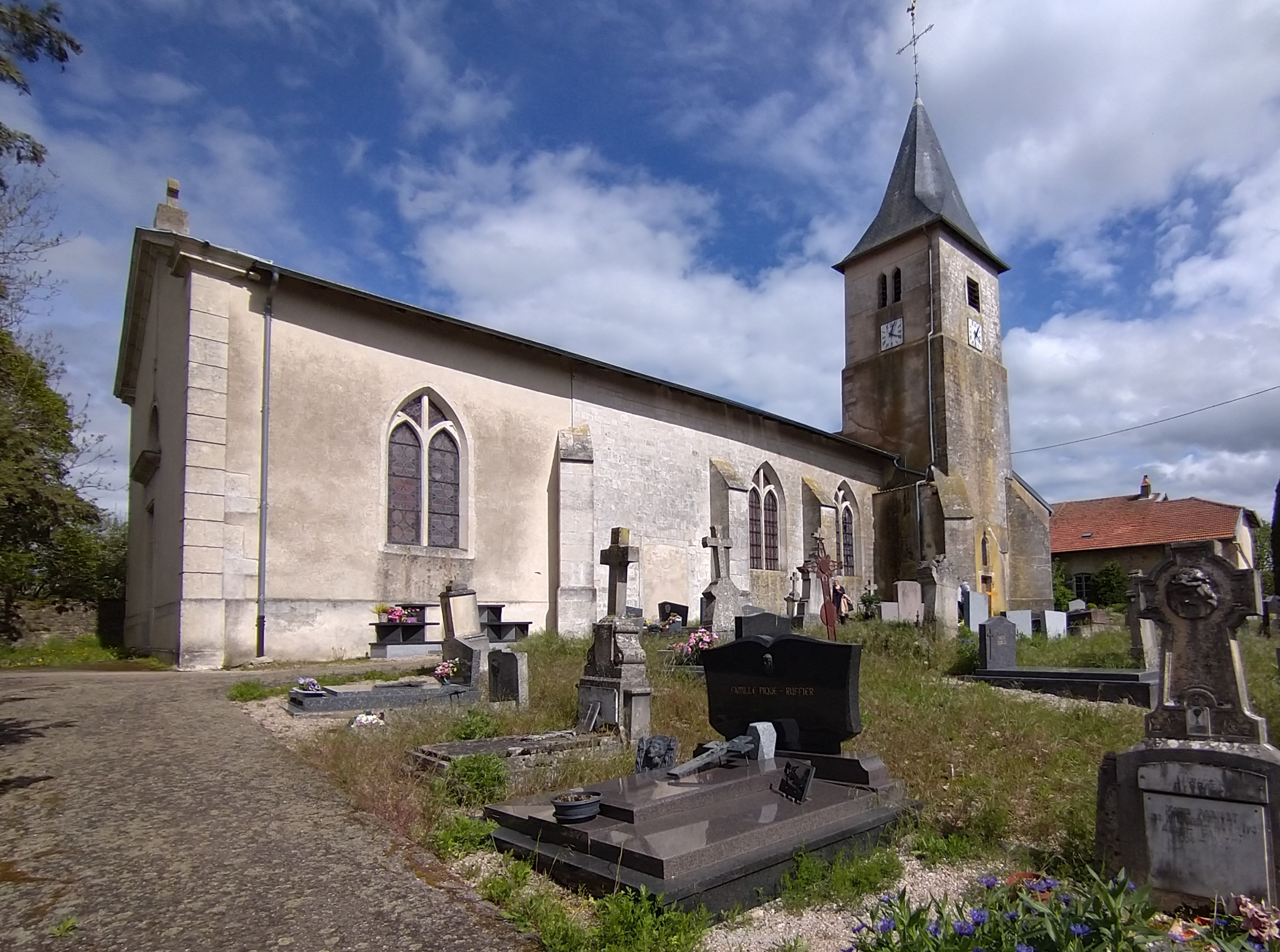
Église du XVe siècle.
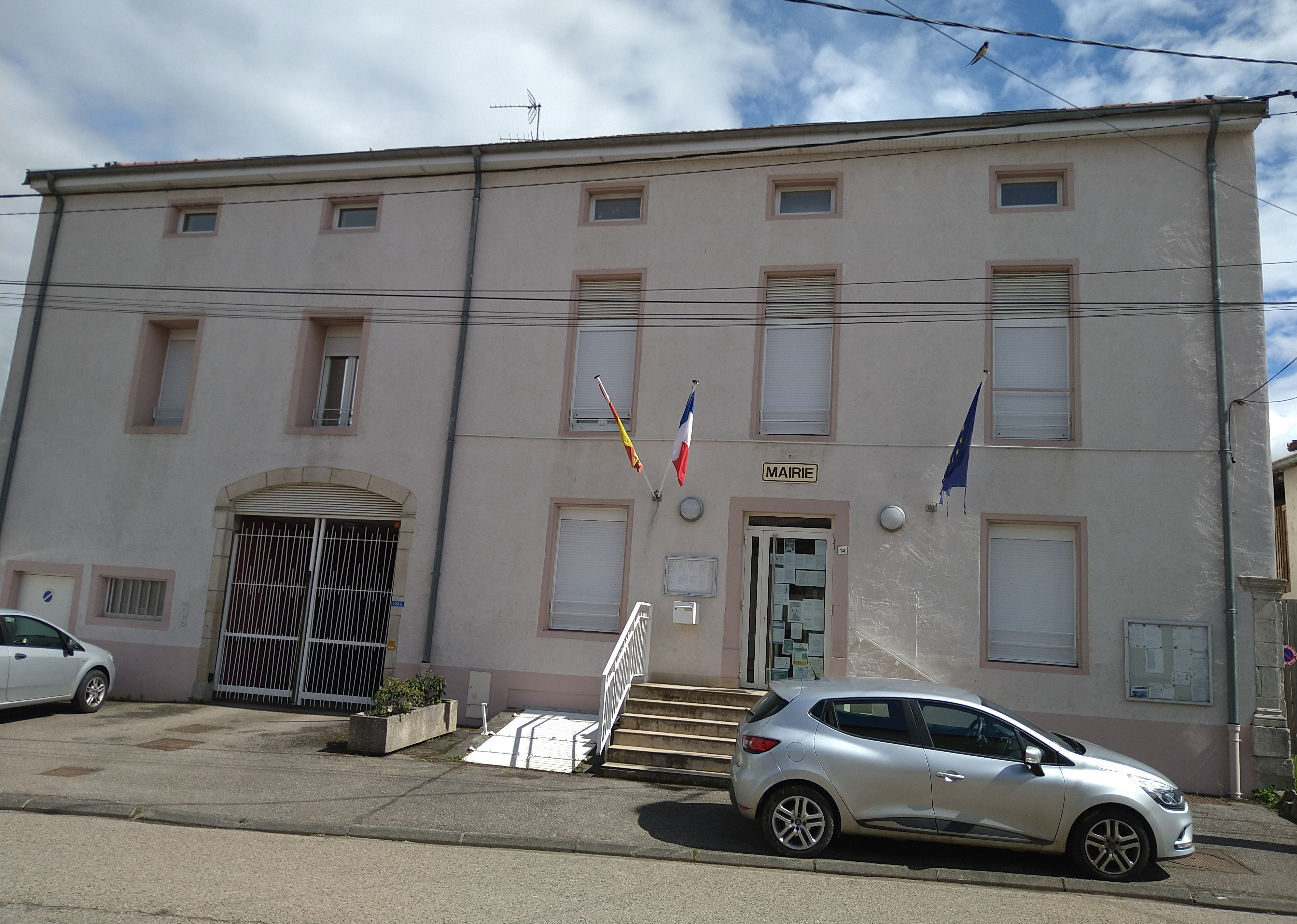
Mairie de Vitrey.
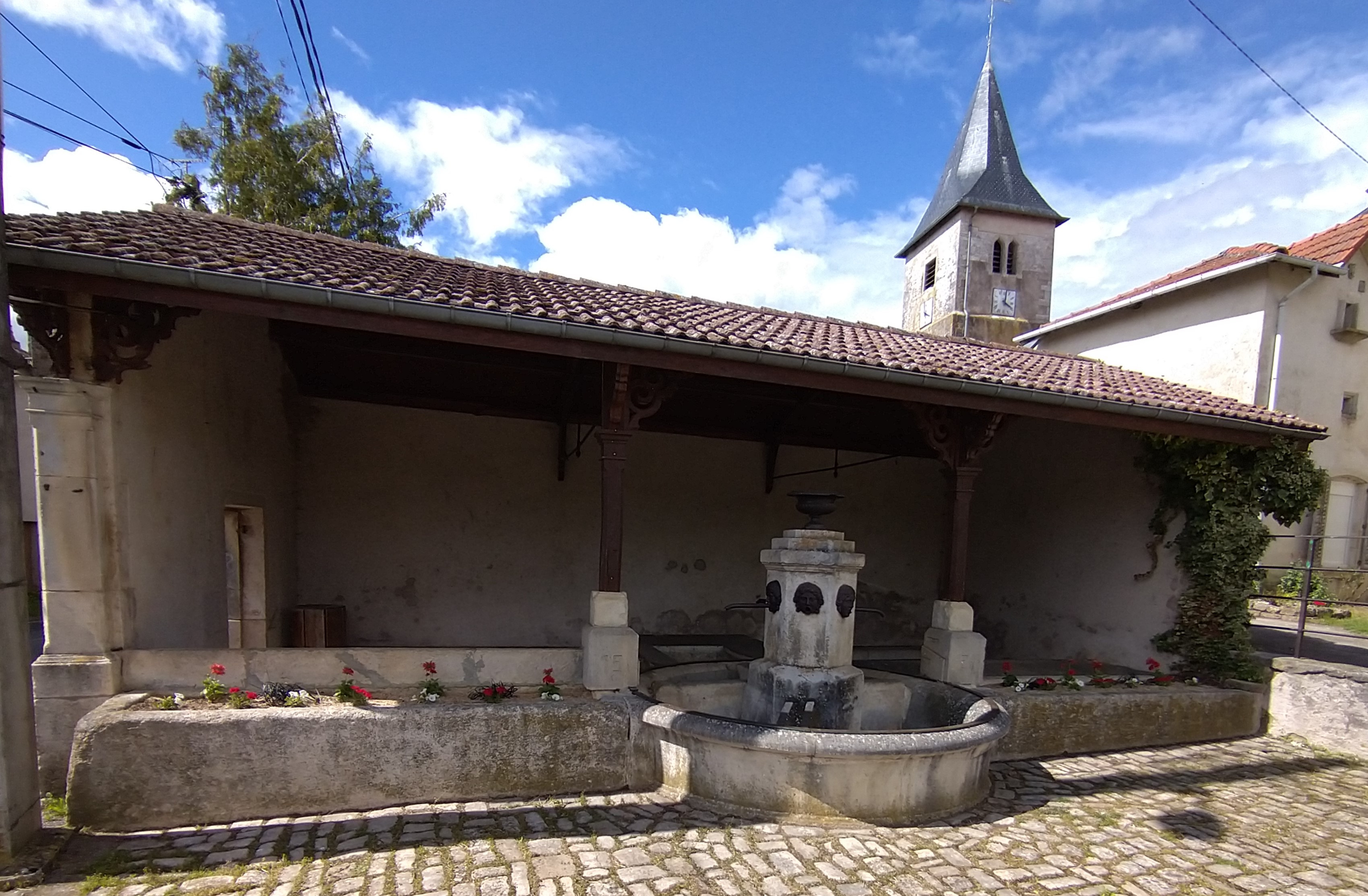
Lavoir monumental.
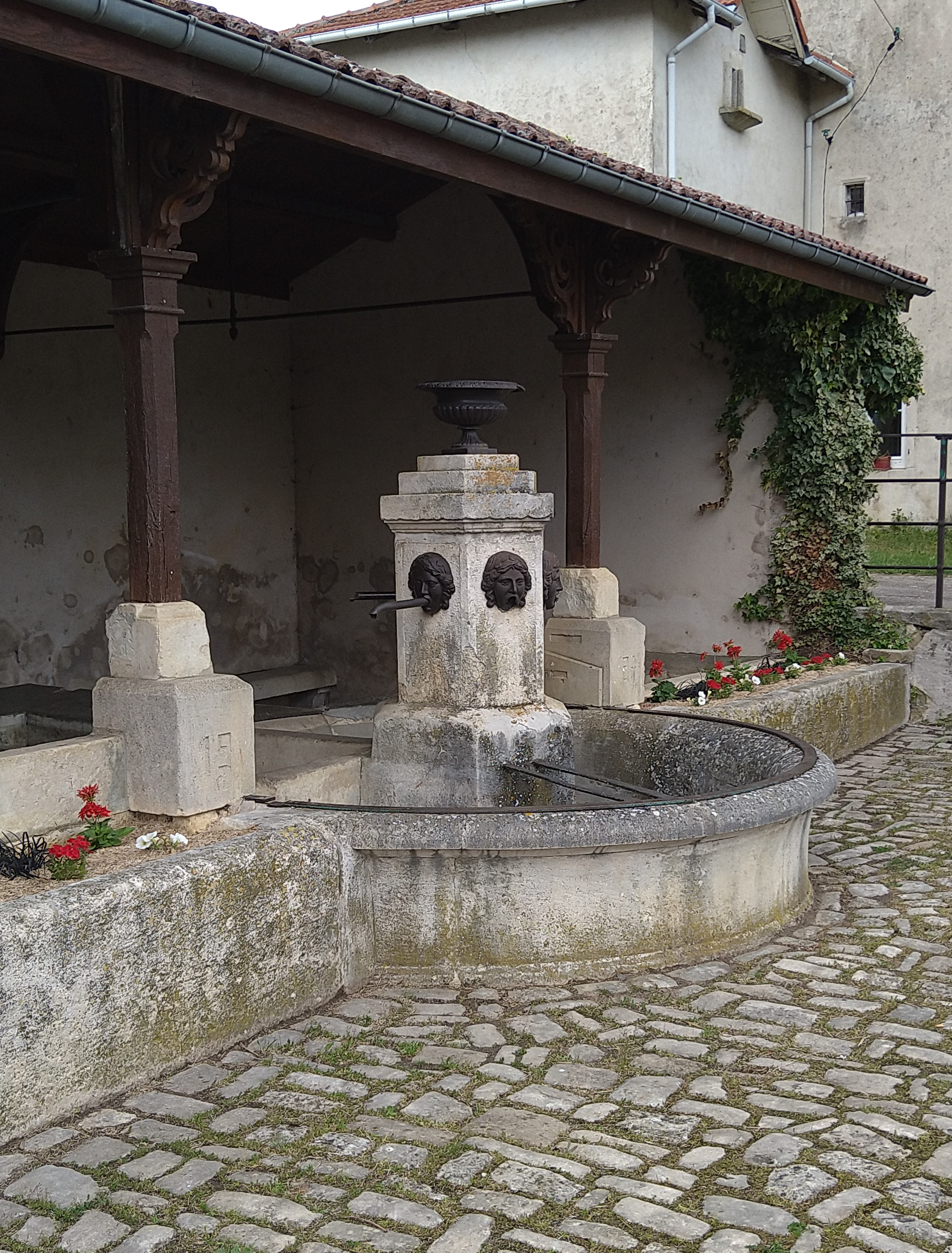
Fontaine du lavoir.

### Personnalités liées à la commune
- Henri-Jean Houbaut,  évêque, né le 23 mars 1880 à Vitrey.

### Héraldique, logotype et devise
| Blason de Vitrey | Blason  | D'or au lion de sable.                           |
| Blason de Vitrey | Détails | Le statut officiel du blason reste à déterminer. |